# Museu de Alcântara
O Museu de Alcântara (MUSA), anteriormente Museu Casa Histórica de Alcântara (MCHA), é uma instituição pública, federal, aberta ao público e vinculada ao Instituto Brasileiro de Museus, autarquia pertencente ao Ministério da Cultura do Brasil . O Museu integra o Sítio histórico de Alcântara, tombado em nível federal pelo Instituto do Patrimônio Histórico e Artístico Nacional em 1948 (340-T-48) e está inscrito nos livros Histórico, de Belas Artes e no livro Arqueológico, Etnológico e Paisagístico .

## Histórico
Instalado em um sobrado colonial, o Museu faz parte de um conjunto de três casarões pertencentes, inicialmente, à família Viveiros, compondo o conjunto arquitetônico situado à Praça Gomes de Castro, mais conhecida como Praça da Matriz. Em 1986 o sobrado de nº 07, esquina com a Rua das Mercês e todo o acervo composto por peças de mobiliário, prataria, porcelanas, vidraria de farmácia, alfaias, indumentárias e acessórios, ferragens e demais objetos de valor histórico foram declarados Bens de Utilidade Pública e desapropriados com o objetivo de implantar o "Museu da Cidade". 
A partir de 1987, o sobrado e todo o acervo ficaram sob a guarda do IPHAN, que criou uma comissão especial para a elaboração do Projeto Museológico da Instituição. No mesmo período iniciaram-se as diversas obras de intervenção, recuperação e adaptação do imóvel para abrigar o museu, promover oficinas de capacitação voltadas para servidores municipais e pessoas da comunidade de Alcântara com o objetivo de preparar um corpo de funcionários que pudessem atuar na recepção do museu e no monitoramento de visitantes e nos serviços de manutenção e conservação do prédio e acervo. Em 2003/2004 o acervo foi parcialmente catalogado com o projeto Inventário Nacional de Bens Móveis e Integrados – IPHAN (INBMI), registrando um total de 956 peças. 
Após dezoito anos de sua criação, o museu foi inaugurado como “Museu Casa Histórica de Alcântara”, em junho de 2004 com a visita do então ministro da cultura Gilberto Gil, porém somente iniciou suas atividades de funcionamento em 08 de novembro do mesmo ano.
Por meio da Portaria nº 43 de janeiro de 2007, o Museu Casa Histórica de Alcântara passa para a gestão administrativa, financeira e patrimonial do Departamento de Museus e Centros Culturais – DEMU/IPHAN sendo renomeado oficialmente como Museu Histórico de Alcântara e permanecendo com esse mesmo nome na Lei Nº 11.906, DE 20 DE JANEIRO DE 2009 de Criação do IBRAM.
Em dezembro de 2008 o sobrado de nº 15, contíguo ao sobrado já citado foi adquirido através da transação de compra e venda junto à Família Guimarães pelo Instituto de Patrimônio Histórico e Artístico Nacional – IPHAN com o objetivo de ampliar as instalações do atual museu, com uma reserva técnica, sala para arquivo, biblioteca, sala ludo pedagógica, área para exposições temporárias e um ponto de memória sobre as comunidades rurais quilombolas de Alcântara. Em 2009, o sobrado em questão recebeu do IPHAN uma intervenção em todo o telhado.
Em janeiro de 2017 o museu foi contemplado com recursos para a contratação e elaboração do Projeto Arquitetônico e Expográfico abrangendo os dois sobrados, o qual atenderá a uma nova reconfiguração do museu. A proposta é deixar de ser o Museu Casa Histórica/MCHA para assumir à identidade para o qual foi criado: tornar-se o Museu da Cidade, com o nome de Museu de Alcântara/MUSA.

## Histórico do conjunto de sobrados
O sobrado situado na esquina da Praça da Matriz com a Rua das Mercês, atravessou seus quase dois séculos de existência adaptando-se às guinadas da história. Trata-se de parte de um conjunto de três sobrados construídos, segundo relatos de cronistas, no final do século XVIII e início do século XIX, sob a provável influência da vinda da corte para o Rio de Janeiro em 1808, que trouxe consigo o peso do costume local e da arquitetura revelada através do gosto pelos sobradões ou palacetes, como também era conhecido este tipo de edifício.

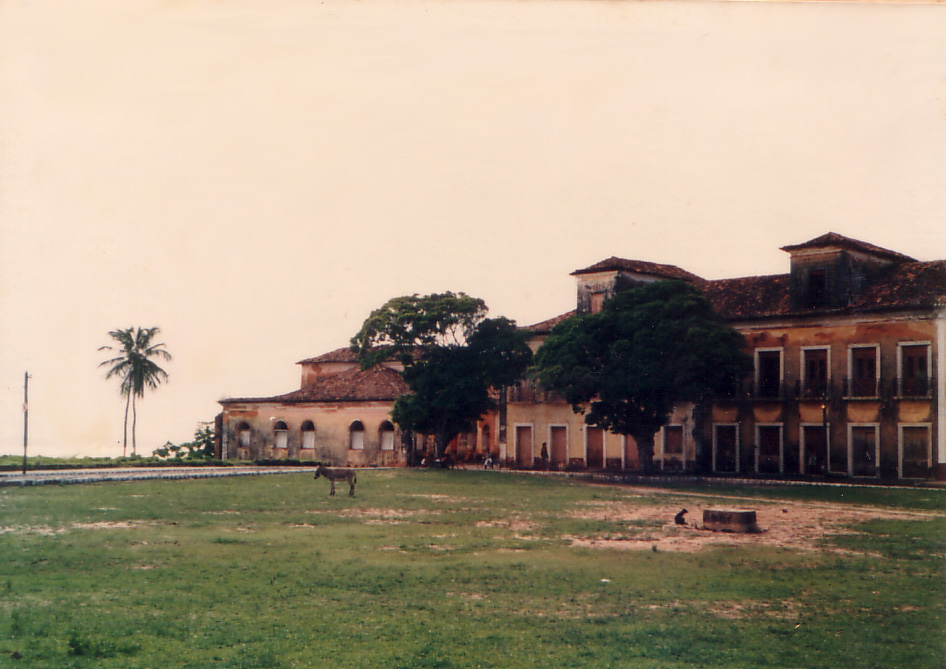
Praça da Matriz de Alcântara, com sobrado ao fundo.

A construção do sobrado também sofreu influência do crescimento econômico de Alcântara ocorrido na segunda metade do século XVIII fruto da atividade algodoeira movimentada por meio da Companhia de Comércio pombalina (LIMA, 1998, p. 77), uma vez que possibilitou às famílias aristocráticas o investimento na construção dessas edificações neste período.
A conformação material do sobrado número 7 espelha o contexto em que foi construído. Trata-se de um sobrado patriarcal, onde diversas atividades se conjugam no mesmo espaço. O primeiro andar abrigava os domínios do trabalho, em contato com o mundo exterior. No segundo andar, ficavam os espaços íntimos dos membros da família. A escravidão deixou também suas marcas neste edifício: as senzalas, espaços específicos para abrigar e confinar os escravos conjugam-se ao sobrado nos dois andares. No de baixo, ficavam os escravos de fora, os que exerciam atividades na rua, no porto e no eito. No andar superior, as acomodações eram para os escravos domésticos, os que mantinham contato cotidiano com o universo privado da família. O sobrado possui ainda um mirante, espaço que tinha funções estratégicas: abrigava viajantes, segregando-os do contato com a família, isolava os doentes e era ainda usado como posto de observação privilegiado, dando a ver a movimentação de embarcações no porto da cidade. Outro importante espaço da casa era o pátio interno, onde se desempenhavam as atividades diárias da pequena indústria doméstica necessária ao sustento material da vida.
No topo do promontório principal de Alcântara, o sobrado número 7 estava próximo ao centro de poder da cidade, haja vista avizinhar-se da Igreja Matriz e da Casa de Câmara e Cadeia. Além da proximidade de importantes logradores públicos e da Fonte das Pedras, então chamada de Fontinha, um manancial de água que abastecia a população da área. E ainda tinha nos fundos um poço que fornecia água para o consumo interno.
O sobrado nº7 pertenceu primeiro à nobre família Viveiros, composta por latifundiários escravistas, pessoas que alcançaram altas posições na administração pública da Província e da Corte. Mais tarde, nos albores da República, o sobrado foi vendido ao alfaiate e comerciante Antonino da Silva Guimarães. A casa então ganhou nova função, adaptando-se às atividades comerciais de seu novo proprietário, seus familiares e sócios. Os espaços internos foram readaptados. No andar inferior, instalaram-se uma botica, um armazém e oficinas de artífices diversos. No andar de cima, o sobrado foi subdividido entre os irmãos, filhos e suas famílias.
Os materiais construtivos do sobrado número 7 foram materiais locais, em pedra, cal e madeira do país, coberto de telhas. É uma edificação de estilo tradicional português. Sua fachada tem vãos revestidos em cantaria de pedra lioz, elemento de origem lusitana. Sua planta é resultado da adaptação ao lote irregular. O piso do andar inferior é revestido de pedras de lioz e lajotas de barro; nos andares superiores os assoalhos são em tabua corrida de pau d’arco. No pavimento superior, cinco janelas na frente e oito janelas laterais, balcões sacados em pedra de lioz. E paredes grossas de até um metro e vinte centímetros de espessura.

### Histórico das famílias proprietárias do sobrado

#### Família Viveiros
Os barões de São Bento, nas pessoas de Francisco Mariano de Viveiros Sobrinho e sua esposa D. Mariana Francisca Correia de Souza, que era filha do Comendador José Maria Correia de Souza e prima em primeiro grau do esposo, foram os últimos da família Viveiros que aqui moraram enquanto representantes da época do baronato.
A Baronesa de São Bento por sua vez foi detentora de inúmeros bens herdados de sua família, nos quais constam: fazendas, criatórios, fazendas de lavouras e um engenho. Possuía casas em todas as fazendas e nas cidades de Alcântara e São Luis, três salinas, e alguns imóveis em Portugal.
Em setembro de 1889 a Baronesa de São Bento vende o sobrado nº7 ao comerciante Antonino da Silva Guimarães e à irmã dele, Procória da Silva Guimarães, fato que promoveu uma mudança na funcionalidade da casa que deixava de ser um representativo do baronato e passava a representar as atividades comerciais de seu novo proprietário, familiares e sócios.

#### Família Guimarães
Antonino da Silva Guimarães, patriarca da família que foi proprietária do sobrado onde funciona o Museu entre os anos 1889 e 1986, nasceu em Alcântara no ano de 1867. Era descendente de imigrantes portugueses que haviam se casado com mulheres negras e com índias no Brasil, de origem humilde e sem título de nobreza. Ocupava-se profissionalmente como alfaiate.

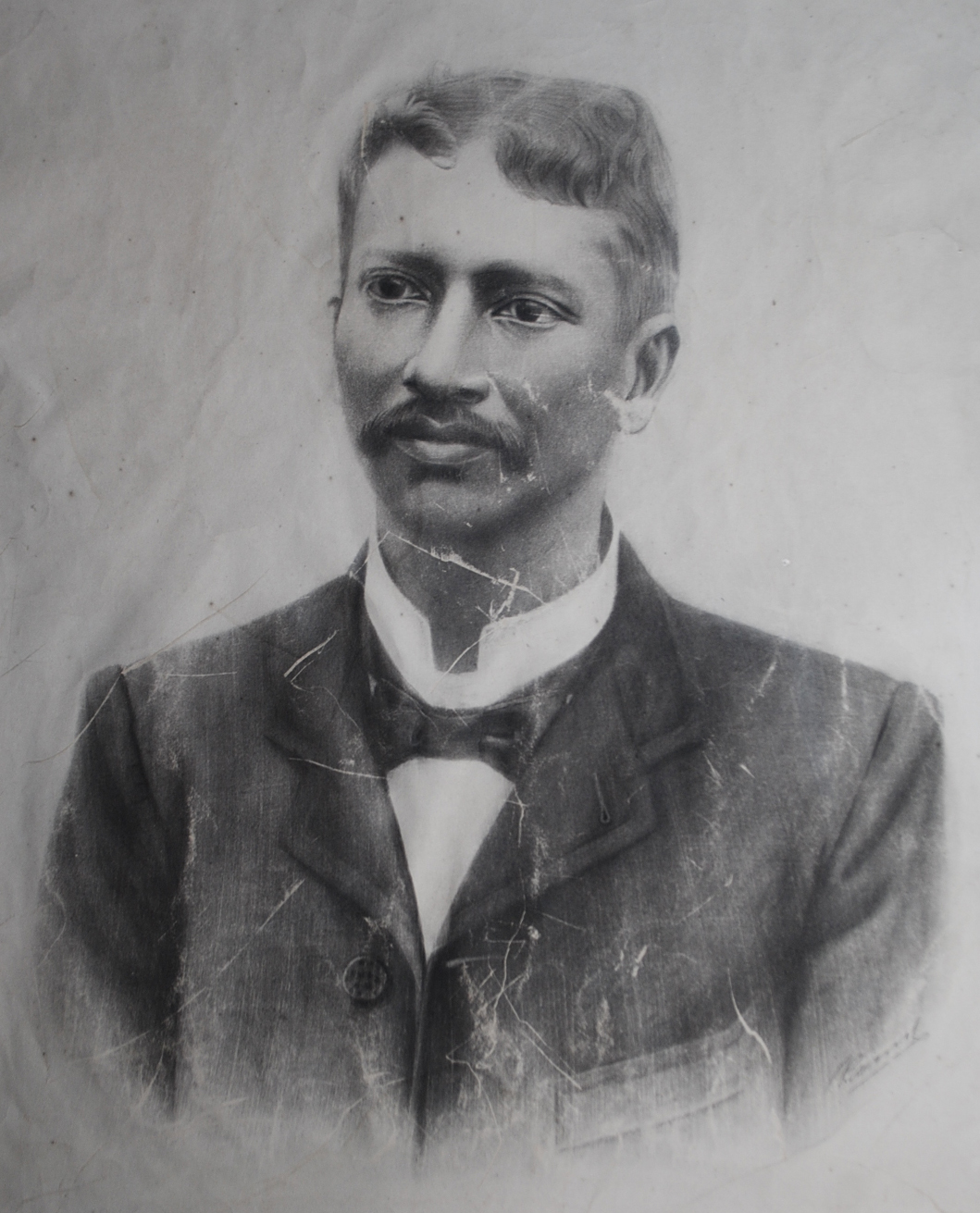
Retrato de Antonino Guimarães, desenhado por Nestablo Ramos. Carvão sobre papel, 1915.

Antonino em parceria com a irmã Procória da Silva Guimarães, adquiriu o imóvel das mãos da Baronesa de São Bento no dia 28 de setembro de 1889. A quantia despendida nessa transação, 800 mil réis, correspondia a dez vezes o valor de uma casa de taipa e varas, típica moradia das pessoas pobres de então .
A data da transação tem uma forte carga simbólica. Ela foi realizada entre dois momentos limítrofes da história do Brasil: a abolição do regime de trabalho escravo e o fim do regime monárquico do Brasil. O baronato amparado economicamente nos latifúndios escravistas perdeu sustentação. Antonino, homem de cor e trabalhador manual - era alfaiate - representava a nova ordem, solidificada na tomada do casarão e na reorientação de seu uso e significação.
Enriquecido por suas atividades comerciais, Antonino adquiriu inúmeros bens na cidade de Alcântara. No espaço urbano, as aquisições se concentraram na calçada e praia do Jacaré, zona portuária da cidade. Outra área privilegiada nos negócios de Antonino foi a que circunda o casarão da Praça da Matriz, tornando-se dono de terrenos baldios onde mandou erigir depósitos para suas abundantes mercadorias. Os investimentos urbanos, no entanto, foram suplantados em número e em valor pelos que o comerciante realizou na área rural: inúmeras terras, engenhos e principalmente salinas foram por ele adquiridos.
O sucesso econômico de Antonino fez com que ele assumisse a posição social que antes pertencera aos barões. A maior parte do acervo presente hoje em nossa instituição foi adquirida por ele, por meio de suas inúmeras transações comerciais de compra, venda ou penhora.
Após o falecimento do Sr. Antonino em 1947, as filhas Procória da Silva Guimarães Sobrinha e Ana Guimarães Marques, advinda do seu casamento com a sobrinha-neta do Barão de Grajaú, D.Leontina Stela Ribeiro, herdam todos os bens móveis e imóveis.
Em 1959 D. Procória Guimarães adquiriu o sobrado através de escritura de compra e venda lavrado em cartório, de sua irmã Ana Guimarães Marques, esposa do Sr. Marcial Ramalho Marques, ex-prefeito de Alcântara.
D. Procória Guimarães permaneceu solteira, e com a sua morte em 1977, o imóvel ficou de herança para seus dois sobrinhos, Walter Ricardo e Heidimar Guimarães Marques, filhos de Ana Guimarães e Marcial Ramalho Marques. Sendo o Sr. Heidimar o último morador da casa.
De certa forma é na pessoa do sr. Heidimar Marques Guimarães que o museu nasce, uma vez que ele teve a preocupação e o cuidado, como os primeiros colecionadores, de guardar e conservar os objetos que de alguma forma contava a sua história e de sua família. Ele, que nasceu no sobrado em setembro de 1927, filho de Marcial ramalho Marques e Ana Guimaraes Marques, tendo como irmão Walter Ricardo Guimaraes Marques. Estudou em internato em São Luís fez curso inglês, começou a trabalhar aos 15 anos, por saber falar inglês foi intérprete com o exército e a marinha americana ganhou o concurso de Mister Maranhão. Em 1950, vivendo em uma cidade tombada como patrimônio nacional, torna-se diretor do Museu Histórico de Alcântara e da Casa de Exposição da Festa do Divino, ambos vinculados ao Governo do Estado do Maranhão.
Apesar do seu empenho nas duas instituições culturais do município, o sobrado nº7 onde então residia, começava a dar sinais visíveis de arruinamento, seja pelo desgaste do tempo, seja pela dificuldade em manter o equilíbrio arquitetônico do edifício e protegê-lo do vandalismo local. Diante do risco a esse patrimônio o governo Federal desapropria o imóvel com todo o seu acervo em 1986 passando para guarda do IPHAN.

## Missão e objetivos

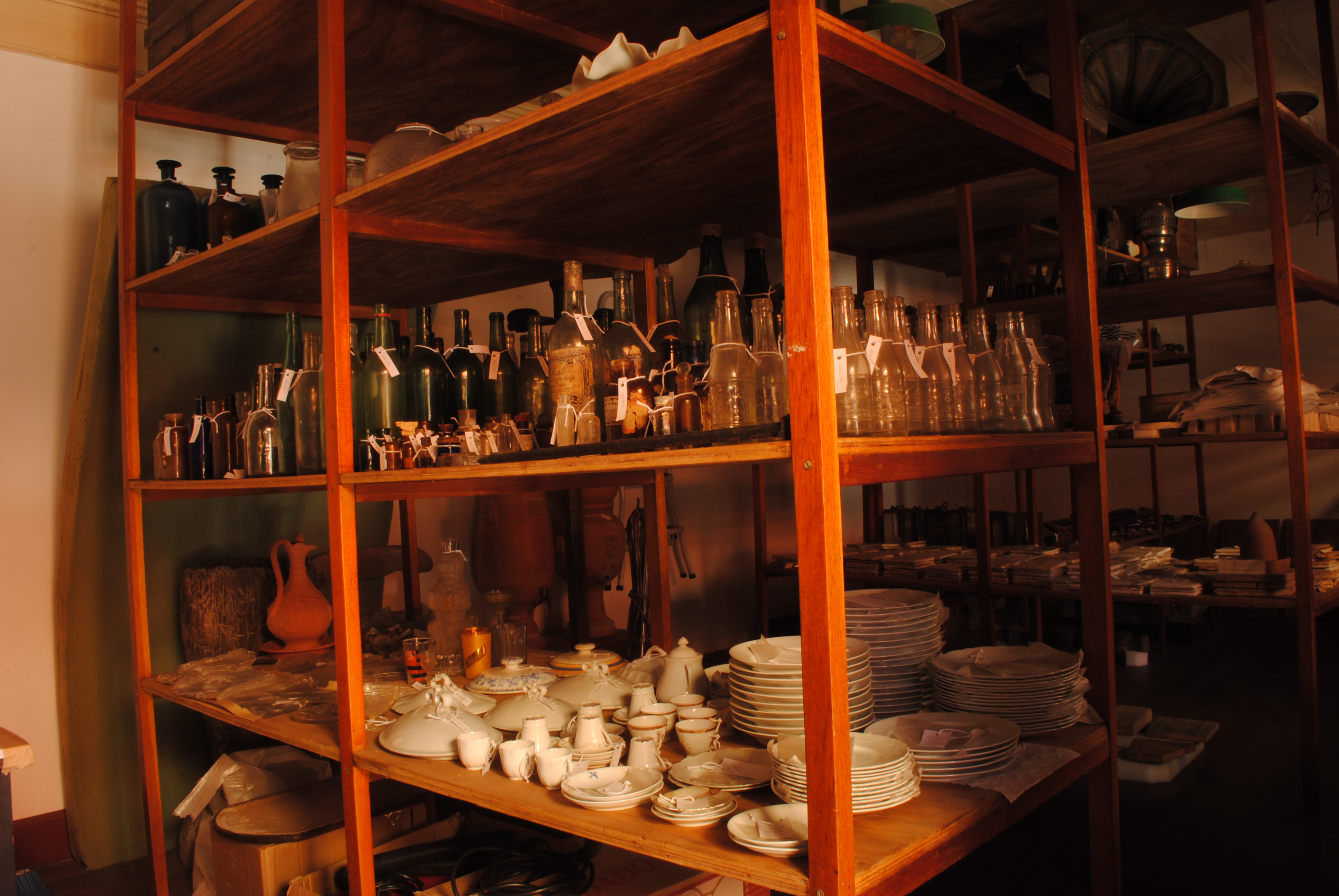
Reserva técnica do Museu Casa Histórica de Alcântara

Preservar, documentar e comunicar o patrimônio histórico, artístico, arqueológico, etnológico e paisagístico de Alcântara-MA, por meio de ações museológicas, socioeducativas, culturais e de pesquisa, voltadas para a comunidade local e visitantes, de modo a contribuir para o desenvolvimento social e cultural da cidade.

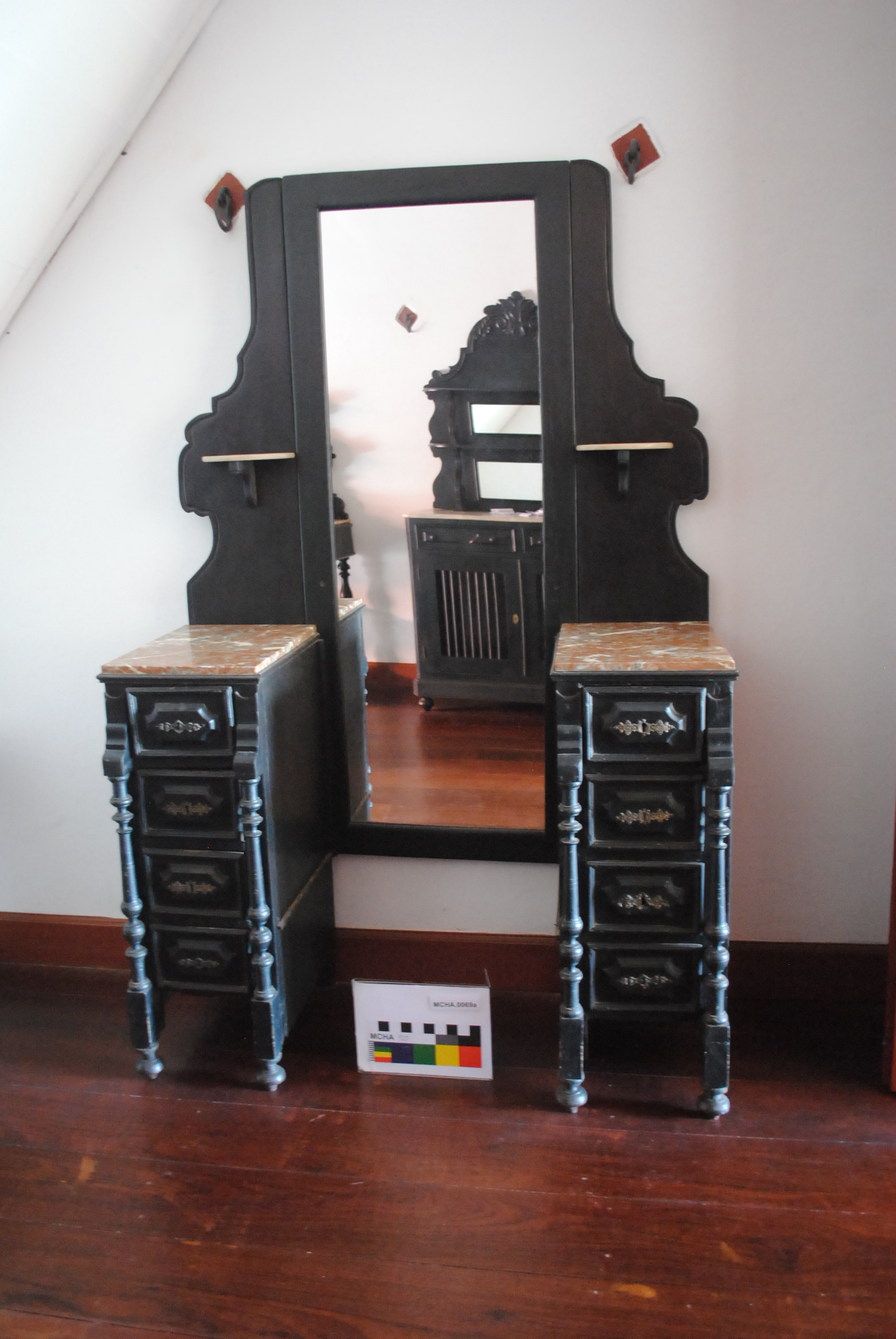
Móvel tipo penteadeira, pertencente ao acervo do MCHA.

## Acervo
O sobrado sede do Museu, cuja data de construção provavelmente situa-se entre o final do século XVIII e início do XIX, foi erguido para abrigar a família Viveiros. Com a decadência econômica da região posterior abandono da cidade pela aristocracia os imóveis da cidade foram perdendo seu valor e em 29/11/1889, logo após a proclamação da república “...o sobrado passou a ser propriedade conjunta de Antonino da Silva Guimarães e de sua irmã Procória da Silva Guimarães.” Estes últimos “de origem humilde, sem títulos nobres[...]” 
No ano de 1986 por meio do Decreto Presidencial No 93.656, de 5 de dezembro o sobrado hoje sede do Museu Casa Histórica de Alcântara, juntamente com outro imóvel no mesmo entorno de tombamento “são declarados de utilidade pública, para fins de desapropriação”.
Coube à Fundação Nacional Pró-Memória/MinC a desapropriação dos referidos imóveis. O imóvel destinado ao complexo escolar é hoje o colégio Ignácio, e é administrado pela prefeitura da cidade.
Os bens desapropriados incluindo o próprio sobrado estavam sob a guarda do último herdeiro da família Guimarães, o sr. Heidimar Guimarães. São itens diversos que rementem à vida cotidiana e comercial dos antepassados do Sr. Heidimar: móveis, tecidos, roupas, louças, vidros, ferramentas, garrafas, cerâmicas, frascos de cosméticos, discos fonográficos e entre outros objetos.
O museu possui 2077 (dois mil e setenta e sete) itens inventariados dos quais 653 encontram-se em exposição, 1273 (mil duzentos e setenta e três) na Reserva Técnica e152 (cento e cinquenta e duas) peças acondicionadas em móveis do próprio acervo.

## Serviços
Além das exposições de longa duração e temporárias, desenvolve: atividades de pesquisas em torno do patrimônio cultural alcantarense, pesquisa de público e educação em museus com enfoque nas práticas da instituição; conservação, inventário e higienização do acervo; ações educativas para o público interno (funcionários e estagiários) e externo (comunidade local, destacando o público escolar) e trabalhos administrativos. Além disso, o MCHA também apoia ações locais e disponibiliza seu auditório e outros espaços para a realização de eventos.

## Regimento Interno
Em 24 de dezembro de 2018 o Diário Oficial da União publicou o Regimento Interno do Museu Histórico de Alcântara pela portaria nº 466, do Instituto Brasileiro de Museus assinada me 20 de dezembro de 2018.